# Jacob Wilson
Jacob Wilson Nygaard (født 27. september 1979 i Tårnborg Sogn, Slagelse, Danmark) er dansk standupkomiker der i sin karriere har arbejdet både som tekstforfatter og vært på flere danske radio-og TV-programmer. 

## Karriere
Jacob Wilson begyndte sin karriere under studierne på Roskilde Universitet, hvor han var en aktiv del af universitets improteatergruppe. I 2002 debuterede han på stand up scenen og samme år sikrede han sig en plads i finalen ved årets DM i stand up.
Han har tidligere været vært på Radio100FM's radioprogram Morgenhyrderne, hvor han vendte tilbage i 2021 og sikrede sig prisen, Årets Morgenflade ved PrixAudio 2024.
Som stand up komiker har Jacob Wilson medvirket i flere danske TV produktioner som stand-up.dk sæson 4, Comedy Aid og i første sæson af Comedy Fight Club i 2007-2008, hvor han som den første af alle deltagere nåede finalen. 
I marts 2010 debuterede han som TV-vært på TV2 i programmet Bingo Banko sammen med komikeren Simon Talbot. Wilson fik i 2010 tildelt TV-prisen for årets værtstalent på TV og Bingo Banko vandt samme år prisen Rosé d’Or (Golden Rose) for ‘årets gameshow’ i Europa.
I 2011 udgav han sit første one-man show på DVD, Jacob Wilson – live fra Comedy Zoo.
Han var også medvært på Go' Sommer Danmark en sommer indtil han kom med comedyprogrammet Live fra Bremen som vært på "Nyhederne sådan cirka" i stedet for Lasse Rimmer, hvor han var i 2011-2013. I 2014 meddelte han, at han ville forlade tv-branchen for at gå tilbage til standup, da han mente formatet var for rigidt, og at han som morgenvært ikke havde mulighed for at sige sin egen mening.

## Privatliv
I 2009 oplevede Wilson under et faldskærmsudspring fra 2 kilometers højde, at den ene skærm ikke foldede sig ud, men han blev reddet af reserveskærmen. I 2010 var han tæt på at blive angrebet af hajer under en ferie med sin daværende kæreste Julie Lund i Sharm el-Sheikh, Egypten

Jacob Wilson blev i 2022 gift med Sofie og parret har sammen to børn. 

## Priser og nomineringer
- 2008 Den gyldne mikrofon - (nomineret) årets radioprogram
- 2010 TV Prisen - (vinder) Årets værtstalent (vinder)
- 2010 Rose d’or - (vinder) Årets gameshow (vært)
- 2017 TV prisen - (vinder) Quizzen med Signe Molde (tekstforfatter)
- 2024 PrixAudio - (vinder) Årets morgenflade

## Filmografi
- Stand-up.dk (to episoder 2005 og 2009)
- Comedy Fight Club (2007-2008)
- Bingo Banko (2010-2011)
- Live fra Bremen (2011-2013)
- Simon Talbots Sketch Show (2016)